# محمد عبد الله مخشف
محمد عبد الله مخشف، صحافي يمني، من مواليد مدينة الشيخ عثمان، محافظة عدن بتاريخ 2 مارس 1947م.

## دراسته
درس الابتدائية والمتوسطة في المدارس الحكومية في الشيخ عثمان، وانقطع عن الدراسة بعد السنة الثانية من الثانوية (نظام التدريس البريطاني القديم في عدن) لظروف قهرية نتيجة فقر والده وعدم قدرته على تحمل مصاريف الأسرة ناهيك عن مصاريف التعليم.
شغف بالقراءة والإطلاع على الصحف والمجلات المحلية ثم المصرية واللبنانية منذ الصغر مما عوضه عن حرمان مواصلة الدراسة المنتظمة. ووسع مداركه وتفتح وعيه ونظرته إلى الدنيا في عمر مبكر. 
كانت القراءة النافذة التي تسلل من خلالها حبه لهوى وعشق الصحافة التي شاء القدر أن يرتبط مصيره بها كمهنة لم يعرف غيرها منذ بداية حياته العملية وهو في سن الخامسة عشرة من عمره. 

## رحلته مع الأيام
بدأ مشوار حياته الصحافية بالالتحاق بصحيفة فتاة الجزيرة اليومية لصاحبها الأستاذ محمد علي لقمان كمحرر تحت التدريب في تصحيح البروفات وتحرير صفحة أسبوعية للشباب وتسجيل وتفريغ الأخبار من الإذاعات المحلية والعربية براتب أسبوعي قدره (36) شلناً بعملة ذلك الزمان. 
في مطلع عام 1965م التحق بصحيفة الأيام بعدن اليومية الواسعة الانتشار لصاحبها الأستاذ محمد علي باشراحيل بوظيفة مساعد محرر وبراتب شهري يبلغ (300) شلن.

## نشاطه
في صحيفة الأيام - عدن وجد المجال أوسع لتراكم تجربته الصحافية الناشئة، فإلى جانب عمله الأساسي في تسجيل وتفريغ الأخبار التي تهم الجريدة من الإذاعات مثل صنعاء وتعز والقاهرة وصوت العرب ولندن، بدأ اسمه ينتشر ككاتب عمود ومحرر فني متابع لنشاطات الحركة الفنية التي كانت مزدهرة في تلك الفترة. كما كان يجري المقابلات مع مشاهير الفن والغناء وتغطية حفلاتهم الساهرة آنذاك. 
في عام 1966م كان له في الأيام قصب السبق في خوض تجربة جديدة عليه وعلى صحافة ذلك الزمان، هي التحقيق الصحفي المصور الميداني الذي لم تكن تهتم به الصحافة في ستينات القرن الماضي، بل ولم تكن تعرفه حتى. وكان ذلك التحقيق عن مشاهدات رحلة جوية ركب فيها الطائرة لأول مرة إلى خارج عدن لتغطية مهمة اختاره رئيس التحرير للقيام بها، وكانت لمرافقة معونة إغاثة من المواد الغذائية تم نقلها بطائرات الجيش البريطاني إلى منطقة حبروت الصحراوية في سلطنة المهرة آنذاك التي كانت تجتاحها موجة مجاعة. وحمل التحقيق عنوان «كنت في بلاد المهرة» مزوداً بالصور. ونتيجة الصدى الواسع للتحقيق وتجاوب القراء الإيجابي مع ذلك التحقيق، والذي تمثل في زيادة الطلب على نسخ إضافية من عدد الجريدة ذلك اليوم، صرف له رئيس التحرير مبلغ 100 شلن مكافأة تشجيعية لنجاح التحقيق. كما زاد راتبه 100 أخرى ليصبح 400 شلن شهرياً، وهو مبلغ محترم في ذلك الزمان. 
وبالإضافة إلى ذلك اشترى له رئيس التحرير [دراجة نارية هوندا[ لتنقلاته مع كاميرا خاصة به لتغطية الأحداث والفعاليات ميدانيا. 

## بعد توقف الأيام في 1967
في إبريل 1967م توقفت جريدة الأيام عن الصدور قسرياً بسبب تردي الأوضاع الأمنية في عدن، نتيجة اشتداد العمليات العسكرية للثوار ضد قوات الاحتلال البريطاني لعدن والجنوب وتزايد حدة الصراع بين الجهتين المتنافستين. الجبهة القومية لتحرير الجنوب اليمني المحتل وجبهة التحرير جنوب اليمن المحتل. 
بعدها بأيام قليلة اضطر للنزوح إلى شمال الوطن، وهو في العشرين من عمره بحثاً عن عمل. وهناك التحق بإذاعة صنعاء كمحرر في قسم الأخبار، ثم عاد إلى عدن بعد عدة أشهر مع خروج القوات البريطانية ونيل الاستقلال، الذي عملت دولته الناشئة على إلغاء تراخيص كافة الصحف المحلية التي كانت تصدر في العهد البريطاني، الأمر الذي جعل البلاد تعيش فراغاً مميتاً من أي إصدار صحافي لعدة أشهر قبل ظهور إصدارات صحافتها الخاصة بها التي أنشأتها، وكانت عبارة عن جريدتين، واحدة أسبوعية ناطقة بلسان الحزب الحاكم (الجبهة القومية) والثانية يومية تابعة للحكومة. كما لم تقبل الدولة الجديدة التحاق الصحافيين المجربين الذين عملوا في الصحافة السابقة للاستقلال في صحافتها التي حصرت مجال العمل فيها على المنتمين للحزب الحاكم فقط في السنوات الأولى للاستقلال. 

## تأسيس وكالة أنباء عدن
بعد عامين من البطالة، استدعاه في مطلع 1970م الصحافي البارز محمد ناصر محمد ليكون معه ضمن طاقم محدود اختاره بنفسه في تأسيس وإنشاء أول وكالة أنباء وطنية على مستوى منطقة الجزيرة والخليج أطلق عليها اسم وكالة أنباء عدن (ا. ن. ا). وفي الوكالة وجد عالماً خصباً وجديداً هو عالم الأنباء والأحداث العاصفة التي تتدفق وقائعها ومجرياتها من مختلف إنحاء العالم مباشرة أولاً بأول عبر أجهزة التقاط إرسال وكالات الأنباء العربية والعالمية كرويترز وفرانس برس وتاس وكالة الأنياءالسوفيتية، والعربيات كوكالة أنباء الشرق الأوسط والعراقية والسورية وغيرها. وقد أكسبه التعاطي مع عالم الأنباء تجربة جديدة غنية كان لها شأن كبير في تطوير قدراته وأدواته الصحافية وتأهله مهنياً لتولي مهاماً أكبر مستقبلاً.

## مراسلا لرويترز في عدن
لم يأت العام نفسه على نهايته، حتى اختير مراسلاً معتمداً لوكالة رويترز، وهي إحدى أكبر وأشهر وكالات الأنباء في العالم، وذلك خلفاً لمحمد ناصر محمد الذي كان قد كلفه بالعمل كمراسل لها من الباطن طوال الأشهر السابقة كتجربة تعلم فيها أسرار وأساليب العمل في تحرير وصياغة الأخبار المحلية ونوعيتها التي تهم العالم الخارجي. ولا يزال مراسلاً لرويترز حتى اليوم منذ 40 عاما. 
في بداية عام 1993م اختير عن طريق الصحافي اليمني البارز والمهاجر في السعودية الأستاذ فاروق لقمان، مراسلاً لجريدة الاقتصادية السعودية اليومية التي تصدر عن الشركة السعودية للأبحاث والنشر وتطبع في الرياض ولندن، واستمر فيها لمدة 13 عاما. 
عاصر جيل العمالقة من الصحافيين في عدن وما جاورها، أمثال محمد على لقمان وعلي لقمان وفاروق لقمان ومحمد علي باشراحيل ومحمد أحمد بركات ومحمد ناصر محمد وعمر عبد الله الجاوي. 

## عمله في صحيفة 14 أكتوبر
في بداية عام 1973م، انتقل إلى صحيفة 14 أكتوبر اليومية الوحيدة في عدن، وأوكل إليه رئاسة قسم الأخبار وكذلك رئاسة النوبة الليلية لعدة أيام في الأسبوع. 
في مطلع 1979م، عاد للعمل مجدداً إلى وكالة أنباء عدن (ا ن ا)، وعهد إليه مسؤولية مدير التحرير فيها، بناء على طلب من الإعلامي البارز الأستاذ عمر عبد الله الجاوي، الذي كان قد عُين رئيساً لمجلس إدارة الوكالة. 
في منتصف عام 1980م، عاد إلى صحيفة 14 أكتوبر، بعد إقالة عمر الجاوي من رئاسة الوكالة على خلفية تداعيات أحدثها حديث صحافي جريء وصريح غير مألوف حينها كان قد أجراه مع الشهيد عبد الفتاح إسماعيل الأمين العام لـ الحزب الاشتراكي اليمني ورئيس الدولة في الجنوب وقتها وذلك قبيل استقالته المعلنة «لأسباب صحية» في أبريل من العام نفسه. 
في انتقالته الثانية إلى صحيفة 14 أكتوبر تقلد مسئوليات قيادية بين مختلف إدارات التحرير فيها كالأخبار المحلية والتحقيقات والشئون العربية والدولية ثم سكرتيرا للتحرير. 

## عمله في المسار
في بداية عام 1983م، انتقل إلى دار الهمداني للطباعة والنشر - عدن بناء على طلب من صديقه الشهيد أحمد سالم محمد الحنكي، الذي عين للتو رئيساً لمجلس الإدارة، وأسند إليه مهمة سكرتير تحرير مجلة جديدة صادرة عن الدار هي المسار التي كانت أول مجلة سياسية اجتماعية اقتصادية مصورة جامعة تصدر في اليمن. وكان قد شارك في وضع تصورها وإنشائها الشاعر والإعلامي العربي البارز الأستاذ سعدي يوسف، الذي نزح إلى عدن من بيروت عقب الغزو الإسرائيلي للبنان. 

## وفي نداء الوطن
في عام 1987م كلف من قبل وزير الإعلام حينها د. محمد أحمد جرهوم مع زميليه نعمان قائد سيف وإبراهيم محمد الكاف بإصدار مجلة جديدة تُعنى بشؤون المغتربين أطلق عليها اسم نداء الوطن لتكون بديلة عن مجلة المسار التي توقفت بعد أحداث 13 يناير 1986 ومقتل رئيس مجلس إدارة دار الهمداني أحمد سالم محمد الحنكي. وقد شغل في البداية سكرتيراً لتحرير «نداء الوطن» ثم مديرا لتحريرها قبل أن يتم دمج المجلة مع نظيرتها الوطن اليمنية التي كانت تصدر في صنعاء في إطار إجراءات التمهيد لقيام دولة الوحدة اليمنية التي جاءت بعد ذلك في 22 مايو عام 1990م. 
أثناء توليه لإدارة تحرير وإصدار مجلة «نداء الوطن» سنحت له الفرصة للتعرف والإطلاع عن كثب على أحوال وهموم ومشكلات المغتربين اليمنيين في بلدان مهاجرهم، وذلك عبر قيامه ضمن وفد ضم المسؤولين ذوي العلاقة في عدن، برحلة طويلة استمرت أكثر من شهر تنقل خلالها في مختلف بلدان شرق أفريقيا التي يوجد فيها أعداد كبيرة من المغتربين، خصوصاً من محافظتي حضرموت والمهرة. 
وشملت تلك الجولة كل من الصومال، جيبوتي، تنزانيا، كينيا، وإثيوبيا. وقد نشر سلسلة من التحقيقات المطولة عن مشاهداته ومعايشته لحياة وأوضاع المغتربين والمشكلات التي يعانون منها في الجوانب المتعلقة بسبل ووسائل توثيق صلاتهم بوطنهم الأم. 

## في العمل النقابي
شارك بنشاط في مختلف مراحل الحراك الصحافي لتأسيس كيان نقابي ومهني للصحافيين اليمنيين منذ بدء الخطوات الأولى مطلع سبعينيات القرن الماضي الذي توج بانعقاد أول مؤتمر تمخض عن إنشاء منظمة في عدن عام 1976م تحت اسم منظمة الصحفيين اليمنيين الديمقراطيين. 
في عام 1978م شارك في وفد من المنظمة برئاسة سالم باجميل، السكرتير العام وعضوية علي فارع سالم، سكرتير العلاقات الخارجية في حضور مؤتمر استثنائي لاتحاد الصحفيين العرب عقد في بيروت بدعوة من نقابتي الصحافة والمحررين في لبنان للتضامن والمطالبة بإعادة مجموعة كبيرة من الصحافيين المصريين إلى أعمالهم الأصلية بعد أن كانوا قد تعرضوا للفصل التعسفي من قبل نظام السادات بسبب معارضتهم لمبادرته بزيارة إسرائيل وما تلاها من خطوات للصلح المنفرد معها. كما شارك في نفس العام في عضوية وفد المنظمة برئاسة باجميل في زيارة عمل إلى سوريا للتباحث والتوقيع على اتفاقية للتعاون مع نقابة الصحفيين فيها. 
تلقى عدد من الدورات التدريبية المتخصصة في كل من دمشق والقاهرة. في عام 1981م، أنتخب في المؤتمر الثاني لمنظمة الصحفيين اليمنيين عضواً في المجلس المركزي، وأعيد انتخابه في المؤتمر الثالث عام 1985م. وفي مؤتمر استثنائي عقد العام 1986م انتخب عضواً في الأمانة العامة للمنظمة، وكلف بتولي مهام سكرتير العلاقات الداخلية. 
من خلال موقعه في الأمانة العامة عمل بجهد ونشاط في نسج أفضل العلاقات والتنسيق مع الأشقاء في نقابة الصحفيين في صنعاء على طريق التمهيد لتوحيد الكيانين المهنيين في البلاد. 
في عام 1987م، توجه إلى صنعاء ضمن وفد من المنظمة برئاسة أمينها العام حسين محمد حسين لطرح مبادرة على الأخوة في النقابة للارتقاء بالعلاقات إلى مستوى متقدم من التنسيق والتقارب والتمثيل الموحد بوفود مشتركة واحدة في المؤتمرات والمشاركات الخارجية. 
في عامي 88 و 1989م واصل جهوده في الحوارات التي كانت جارية بين المنظمة والنقابة عبر تقريب وجهات نظر الطرفين للتوصل إلى اتفاق يحقق الدمج والتوحيد الكامل لكياني الصحافيين القائمين في صنعاء وعدن والذي توج في آخر حوار جرى في ديسمبر 1989م بالتوقيع على اتفاقية لانصهار وذوبان المنظمة والنقابة في إطار واحد أعلن عن قيامه في مؤتمر توحيدي عقد في صنعاء في شهر يونيو 1990م. 
في عام 1988م، مثل منظمة الصحفيين في اجتماع عام للمنظمات والاتحادات الجماهيرية والمهنية والإبداعية المتشابهة في شطري البلاد، عقد في مقر اتحاد الأدباء والكتاب اليمنيين في صنعاء بمبادرة من الوحدوي عمر عبد الله الجاوي، وذلك بغرض قيام مجلس تنسيقي لهذه المنظمات والاتحادات يقوم بمساعدتها وتحفيزها لإجراء حوارات فيما بينها وصولاً على توحيدها واندماجها في أطر موحدة على طريق الوحدة اليمنية. 

## إعادة إصدار الأيام 1993
أرتبط مع أسرة الأستاذ محمد علي باشراحيل وولديه هشام وتمام باشراحيل بعلاقات إخاء وصداقة حميمة امتدت منذ نشأته وتفتحه صحافيا في صحيفة «الأيام» في عهد إصدارها الأول على يد الأستاذ باشراحيل الأب وأعتبر واحدا من الأسرة.. وبحكم هذه العلاقات التي أعتبر فيها واحدا من الأسرة، ساهم مع الأخوين هشام وتمام باشراحيل في لعب الدور الكبير والأساس في عملية إعادة الإصدار الثاني لجريدة «الأيام» عندما سمحت الظروف بذلك بعد قيام دولة الوحدة في عام 1990. 
وأوكل إليه الأخوين باشراحيل الأمور الفنية والتحريرية التنفيذية لعملية إصدار «الأيام» كجريدة أسبوعية مؤقتا تطبع في مطبعة مؤسسة 14 أكتوبر للصحافة والنشر بعدن التي كان يتم فيها جمع مواد الجريدة وطباعتها قبل أن تمتلك «الأيام» أجهزة الكمبيوتر للجمع والإخراج في عام 1993، ثم امتلاكها مطبعتها المتكاملة لاحقا. 
واستمرت خدمته في «الأيام» حتى نهاية 1993 قبل أن تضطره ضغوط العمل إلى التفرغ لمهام عمله كمراسل لوكالة رويترز وصحيفة الاقتصادية اليومية السعودية. لكنه استمر في التواصل بعلاقاته الحميمة وتعاونه مع «الأيام» وأسرة الباشراحيل.

## حياته الأسرية
متزوج منذ العام 1974م من ابنة الفنان المطرب والموسيقي اليمني محمد مرشد ناجي وأب لأربعة أبناء، ثلاثة أولاد وبنت. اختار اثنان من الأولاد (ريام وذويزن) دراسة الصحافة والاشتغال في مهنتها بعد تخرجهما الجامعي في مصر وعدن حيث الأول يعمل في وكالة الأنباء اليمنية (سبأ) بصنعاء، والثاني في صحيفة 14 أكتوبر - عدن.